# セイキロスさんとわたし
『セイキロスさんとわたし』は、2006年公開、糸曽賢志監督・亀渕裕監督の日本映画。プロデューサーは映画監督の大林宣彦が務めた。2008年の第18回ゆうばり国際ファンタスティック映画祭オフシアター・コンペティション部門で北海道知事賞を獲得した他、数々の国内外映画祭で評価を受けている。

## 概要
株式会社ヒューマントラストが創業10周年を記念し製作。一般公募の中から選出されたシナリオ優秀作をベースに、同じく公募より選出された監督によって制作され、ウェブ・シネマとしてODNのホームページ上で2006年2月22日 - 2006年4月30日の間配信した。ヒット数は30万アクセスを突破。
2008年にはスカイパーフェクトTVにて放送した。またネット配信時には審査員であった映画監督の大林宣彦が出演したTVCMも関東圏にて放送された。

## ストーリー
ある日トルコで石碑を見つけた学者。そこに刻まれた文字を解読しようと試みるうちに、2千年前の石碑に秘められた想いと学者の想いが一つとなり時の扉が開く。

## キャスト
- 学者：ショーン・ウィーグ
- 女：デルチャ・ミハエラ・ガブリエラ
- セイキロス：ベキル・オジャクリ
- セイキロスの声：中村浩太郎
- 学者の声：安斎理恵子

## 主題歌
- オープニング - 雪のライスシャワー/dorlis（ビクターエンタテインメント）
- エンディング - マーブルの月/dorlis（ビクターエンタテインメント）

## 受賞歴
- 2006年 ヒューマントラストシネマ 監督賞
- 2006年 フランスKINOTAYO映画祭 招待上映
- 2008年 ゆうばり国際ファンタスティック映画祭オフシアター部門 北海道知事賞
- 2008年 札幌国際短編映画祭 入選
- 2008年 CLARK THEATER 招待上映
- 2009年 東京ビデオフェスティバル 佳作